# 4,4′-Thiodianilin
4,4′-Thiodianilin (TDA) ist ein primäres aromatisches Amin aus der Gruppe der Thioether. Es handelt sich um ein substituiertes Diphenylsulfid.

## Synthese
Die Synthese von 4,4′-Thiodianilin wurde erstmals 1871 von Victor Merz und Wilhelm Weith beschrieben. Die direkte Umsetzung von Schwefel mit Anilin in Gegenwart von Blei(II)-oxid liefert als Hauptprodukt das 4,4′-Thiodianilin neben den 1,1′- und 1,4′-Thiodianilin-Isomeren.
Durch eine unabhängige Synthese von 4,4′-Thiodianilin aus 4-Chlornitrobenzol und Natriumsulfid und anschließender Reduktion des Bis(4-nitrophenyl)sulfids mit Zinkstaub konnten Rudolf Nietzki und Heinrich Bothof 1894 die Struktur beweisen.

## Eigenschaften
TDA ist nicht brennbar, kann sich jedoch beim Erhitzen zu reizenden und giftigen Dämpfen (Nitrose Gase, Stickoxide und Schwefeloxide) zersetzen.
Nach dem Global harmonisierten System zur Einstufung und Kennzeichnung von Chemikalien ist die Verbindung als Karzinogen in der Kategorie 1B (Stoffe, die wahrscheinlich beim Menschen karzinogen sind) eingestuft.

## Verwendung
4,4′-Thiodianilin kann als Diazokomponente bei der Herstellung von Azofarbstoffen eingesetzt werden. Nach der Bedarfsgegenständeverordnung besteht jedoch ein Verwendungsverbot von Azofarbstoffen, welche dieses primäre aromatische Amin abspalten, für Textil- und Ledererzeugnisse die längere Zeit mit der menschlichen Haut oder der Mundhöhle direkt in Berührung kommen können.
Das Sulfon-Analogon 4,4′-Diaminodiphenylsulfon (Dapson) ist ein Arzneistoff.

## Externe Links zu erwähnten Verbindungen
1. ↑  Externe Identifikatoren von bzw. Datenbank-Links zu Bis(4-nitrophenyl)sulfid:  CAS-Nr.: 1223-31-0, EG-Nr.: 214-950-0, ECHA-InfoCard: 100.013.591, PubChem: 14655, ChemSpider: 13988, Wikidata: Q72446614.